# 51895 Бібліалекса
51895 Бібліалекса (51895 Biblialexa) — астероїд головного поясу, відкритий 19 серпня 2001 року.
Тіссеранів параметр щодо Юпітера — 3,217.